# Dimmu Borgir
Dimmu Borgir je norská black metalová kapela. Jejich hudba je velmi populární v severských zemích Evropy a v Německu. V islandštině jméno Dimmuborgir znamená „Temná města“ či „Temná hradiště“; kapela jej převzala z názvu známé islandské přírodní památky, vytvořené sopečnou činností.

## Historie
Kapela Dimmu Borgir vznikla v roce 1993, kdy ji založili Stian Tomt Thoresen, přezdívaný „Shagrath“, Sven Attle Koperud, který má přezdívku „Silenoz“, a Tjodalv. První počin na sebe nenechal dlouho čekat. Již v roce 1994 vyšlo EP Inn I Evighetens Mørke (anglicky Into The Darkness of Eternity). Ještě téhož roku kapela vydala dlouhohrající album For All Tid. V roce 1996 kapela vydala album Stormblåst. Stormblåst je posledním albem, na kterém jsou texty všech písní v norštině.
Po vydání Stormblåstu kapelu opustil kvůli plnění svých vojenských povinností klávesista Stian Aarstad. Kvůli tomu chyběl při nahrávání alba Devil's Path, které vyšlo v roce 1996. Aarstad se vrátil v době, kdy kapela připravovala album Enthrone Darkness Triumphant (vydáno 1997), ale později byl z kapely vyhozen. Album Enthrone Darkness Triumphant bylo pro kapelu ohromným úspěchem, navíc to bylo její první album vydané u známé německé nahrávací společnosti Nuclear Blast. Toto album je přelomové pro symfonický black metal jako celek a to hlavně kvůli velmi výrazným klávesovým pasážím. Na tomto albu najdeme klasické kousky historie Dimmu Borgir jako Mourning Palace, Entrance nebo Tormentor of Christian Souls. V roce 1999 kapela vydala album Spiritual Black Dimensions a v roce 2001 album Puritanical Euphoric Misanthropia, na kterém poprvé využila schopností symfonického orchestru a získala za něj norskou Grammy Award (předtím byla dvakrát pouze nominována). Ani jedno z těchto dvou alb nemělo u fanoušků tak velký ohlas, jako některá předchozí alba.
V roce 2003 vyšlo album Death Cult Armageddon. Některé části alba byly nahrány společně s Pražskou filharmonií. Za toto album kapela podruhé získala norskou Grammy Award. Videoklip byl natočen ke skladbě Progenies of the Great Apocalypse.
V roce 2005 kapela vydala znovu nahrané album Stormblåst.
Album z roku 2007 In Sorte Diaboli je prvním koncepčním albem kapely, to je také poznat již z názvů skladeb jež všechny začínají The. Toto album je asi nejkontroverznějším albem kapely za celou její historii, a to hlavně kvůli tomu, že je na něm méně symfonických pasáží než na albech předchozích. K tomuto albu byly natočeny tři videoklipy, a to ke skladbám The Serpentine Offering, The Sacrilegious Scorn a The Chosen Legacy.
V roce 2010 vyšlo album  Abrahadabra. Videoklip byl natočen ke skladbě "Gateways" a "Dimmu Borgir". Tento počin je již bez vokálu ICS Vortexe, bubeníka Hellhammera a klávesáka Mustise.
V roce 2018 vyšlo zatím poslední studiové album Eonian.

## Členové kapely

### Současní členové kapely
- Shagrath (Stian Thoresen) - zpěv, kytara (od roku 1993)
- Galder (Thomas Rune Andersen) - kytara (od roku 2001)
- Silenoz (Sven Atle Kopperud) - kytara (od roku 1993)

### Bývalí členové kapely
- Astennu - kytara (1997-1999)
- Brynjard Tristan - baskytara (1994-1996)
- Nagash - baskytara (1996-1999)
- Tjodalv - bicí (1993-1999)
- Nicholas Howard Barker - bicí - (1999-2004)
- Tony Laureano - bicí - (2004-2005)
- Reno Kiilerich - bicí - (2004-2004)
- Stian Aarstad - klávesy - (1993-1997)
- Kimberly Goss - klávesy - (1997-1998)
- ICS Vortex (Simen Hestnæs) - baskytara, zpěv (2000-2009)
- Mustis (Oyvind Mustaparta) - klávesy (1998-2009)
- Hellhammer (Jan Axel Blomberg) - bicí  (2005-2009)

## Diskografie

### Studiová alba
- For All Tid (1994)
- Stormblåst (1996)
- Enthrone Darkness Triumphant (1997)
- Spiritual Black Dimensions (1999)
- Puritanical Euphoric Misanthropia (2001)
- Death Cult Armageddon (2003)
- Stormblåst MMV (2005)
- In Sorte Diaboli (2007)
- Abrahadabra (2010)
- Eonian (2018)

### EP
- Inn I Evighetens Mørke (1994, EP)
- Devil's Path (1996, EP)

### Živá a ostatní alba
- Godless Savage Garden (1998, kompilace)
- Sons of Satan Gather for Attack (1999, kompilace)
- Alive in Torment (2001, koncertní album)
- World Misanthropy (2002, DVD/VHS)
- World Misanthropy (2002, koncertní album)
- Forces of The Northern Night (2017, DVD)